# Royaume de Luwu

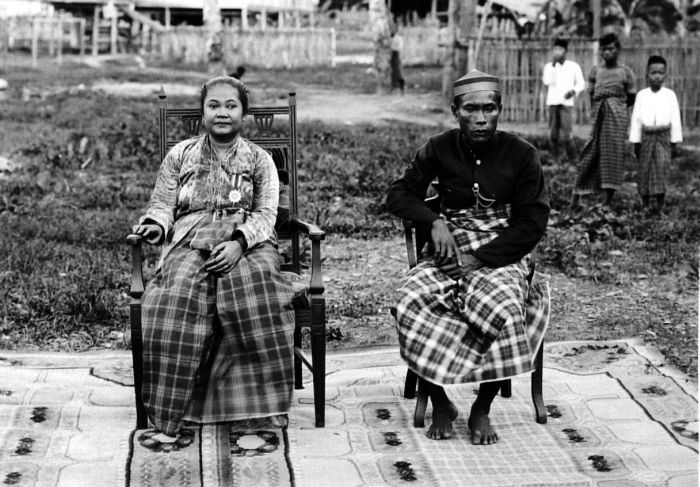
La princesse de Luwu Wé Kambo Daëng Risompa et son second mari La Batjo To Vapilé Opoe Patoenroe. Tropenmuseum

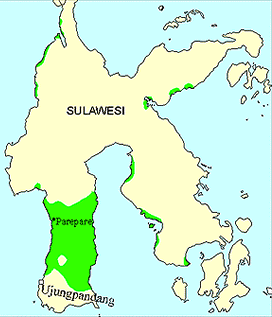
Carte montrant les zones de peuplement bugis dans l'île de Célèbes

Luwu (ou Luwuq), encore appelé Wareq, était un des principaux royaumes bugis dans l'île de Célèbes et le plus ancien de tous.
Depuis au moins le XVIIe siècle, Luwu est considéré comme la source la plus prestigieuse de la culture bugis.

## Histoire
L'épopée La Galigo, œuvre centrale de la mythologie des Bugis, décrit en termes peu précis un monde de principautés côtières et fluviales dont l'économie est fondée sur le commerce. Les plus importantes sont Luwu et Cina (sans lien avec la Chine). Ce dernier était situé dans la partie occidentale de la vallée de la Cenrana. Le palais se trouvait près du hameau de Sarapao dans l'actuel kecamatan (district) de Pamanna. Le décalage observé entre la société décrite dans La Galigo et la réalité des royaumes agraires bugis a amené des historiens comme Christian Pelras à proposer une période de chaos qui séparerait les deux époques.
Des recherches archéologiques et philologiques menées depuis les années 1980 contredisent cette chronologie. Des fouilles menées à Luwu ont révélé que ce royaume n'est pas antérieur aux premiers royaumes agraires du sud-ouest de la péninsule méridionale de Célèbes. On pense désormais que les premiers colons bugis venue de l'ouest de la vallée du Cenrana ont commencé par s'établir le long des bandes côtières vers 1300 apr. J.-C. Le golfe de Bone n'est pas une aire linguistique bugis mais une région peu peuplée, d'une grande diversité ethnique. Des Pamona, des Padoe, des Toala', des Wotu et des Lemolang habitent les plaines côtières et les piémonts. Les vallées des hautes terres sont peuplées par des groupes parlant diverses langues sulawesiennes centrales et méridionales. Les Bugis habitent presque exclusivement le littoral, où ils se sont installés pour commercer avec les populations indigènes de Luwu.
L'archéologie comme les textes décrivent Luwu comme une confédération, menée par des Bugis, de différentes populations unies par des relations commerciales.
Luwu semble être le seul État bugis cité dans le Desawarnana ou Nagarakertagama, un poème épique écrit en 1365 à la cour du royaume de Majapahit dans l'est de Java. Le pamor luwu, "éclat de Luwu", faisait la réputation des kris forgé dans le fer produit dans les mines du lac Matano, contrôlées par Luwu, dont la haute téneur en nickel produisait des reflets hautement apprécié des Javanais.
L'économie de Luwu reposait en effet sur la fonte du minerai de fer provenant de la principauté lemolang de Baebunta, et apporté à Malangke dans la plaine centrale du littoral. Le fer était alors forgé en armes et outils pour l'agriculture, qui étaient exportés vers les plaines rizicoles du sud de Célèbes.
Ce commerce enrichissait le royaume, assurant sa puissance. Au XIVe siècle, Luwu est devenu le suzerain redouté d'une grande partie du sud de la péninsule. Le premier souverain sur lequel on ait des renseignements s'appelle Dewaraja (règne vers 1495-1520). Les histoires que l'on se raconte encore dans le sud de Célèbes racontent ses attaques contre les principautés voisines de Wajo et Sidenreng.
Au XVIe siècle, la puissance de Luwu est éclipsée par celle montante des principautés agraires du sud. Ses défaites militaires sont relatées dans la chronique de Bone.
Le 4 ou 5 février 1605 le souverain de Luwu, La Patiwareq Daeng Pareqbung, est le premier roi du sud de Sulawesi à se convertir à l'islam. Il prend le titre de Sultan Muhammad Wali Muzahir al–Din. Muzahir est enterré à Malangke. Dans les chroniques bugis, il est appelé Matinroe ri Wareq, "celui qui dort à Wareq", d'après le nom de l'ancienne résidence royale de Luwu. Son maître religieux, Dato Sulaiman, est enterré non loin.
Vers 1620, Malangke est abandonnée. Une nouvelle capitale est fondée à l'ouest, à Palopo. On ignore les raisons de l'abandon soudain de ce site actif, dont la population a pu atteindre 15 000 habitants au XVIe siècle. Ce peut être la baisse du prix du fer, ou le potentiel économique de relations commerciales avec le pays toraja, situé dans les montagnes à l'ouest de Luwu.
Au XIXe siècle, Luwu n'est plus que l'ombre de sa grandeur passée. James Brooke, qui deviendra plus tard rajah de Sarawak, écrit dans les années 1830 que "Luwu est le plus ancien État bugis, et le plus décadent. [...] Palopo est une misérable bourgade consistant en quelque 300 maisons, éparpillées et délabrées. [...] Il est difficile de croire que Luwu ait jamais pu être un État puissant, excepté dans un état très bas de civilisation indigène."
Aujourd'hui, Luwu est un kabupaten de la province de Sulawesi du Sud.

## Galerie

Tropenmuseum
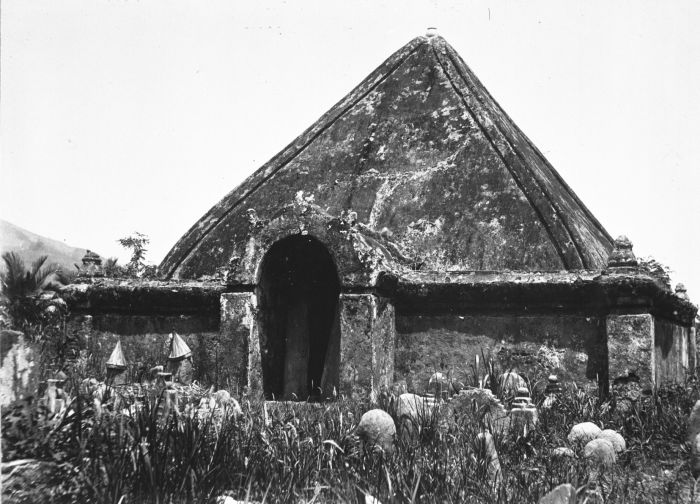
Tombe d'un prince de Luwu (1900-1940)
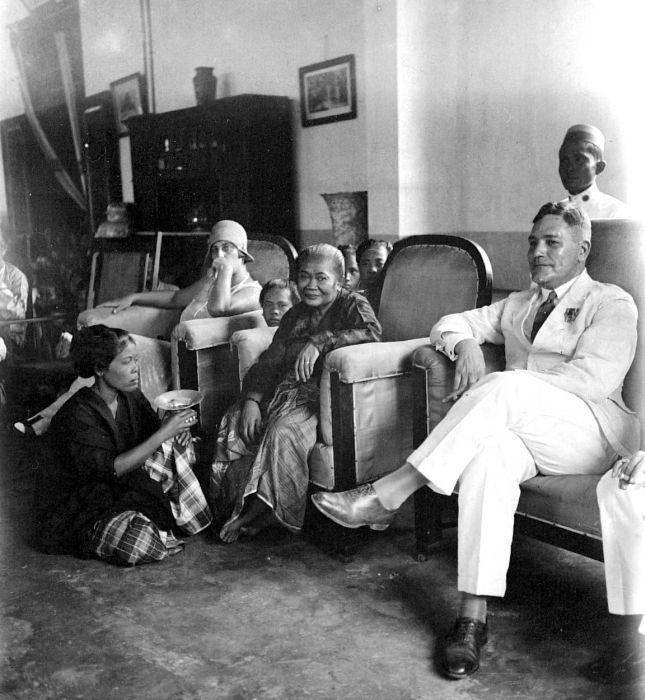
La princesse de Luwu reçoit le Professeur Bertram Schrieke (de), directeur de l'Éducation et des Cultes (1932)